# SLOT魔法少女まどか☆マギカ
『SLOT魔法少女まどか☆マギカ』（スロットまほうしょうじょまどかマギカ）は、メーシーが開発しユニバーサルエンターテインメントが販売した5号機のパチスロ機。3枚掛け専用機。2013年12月より稼働を開始し、2019年10月に撤去された。この項目では続編機種についてもあわせて述べる。

## 概要
2011年に放送されたテレビアニメ『魔法少女まどか☆マギカ』を原作としたタイアップ機。テレビアニメ版を元に演出が構成されており、アニメと同じ声優が声を当てているほか、BGMもアニメと同じ楽曲を使用、テレビシリーズの主題歌である「コネクト」「Magia」や劇場版前後編主題歌の「ルミナス」、前後編挿入歌の「未来」も使用されている。
筐体の右側にはソウルジェムを模した形のランプ役物があり、ボーナス間ハマリやバトル敗北など嫌なことが発生するとそれに応じて穢れが溜まり、穢れがMAXに達すると、次に発生するボーナスがエピソードボーナスか裏ボーナスへと昇格する（90％がさやか、マミ、杏子のいずれかのエピソード。裏ボーナスは6%、プレミアであるアルティメットバトルへ突入するまどかエピソードは0.4％）。左側にはほむらの盾が配置され、盾の中が透けて歯車が回転する演出が発生すると激アツ以上になる。またARTのゲーム数が30G以上上乗せされるとキュゥべえの目が光って上乗せを通知する「キュゥべえランプ」も設けられている（30G以上で毎回光るわけではない）。
パネルはメインビジュアルのまどか・ほむら・キュゥべえが描かれた物のほか、5人の魔法少女が揃った「全員集合ver.」やコミックマーケット85出展時に特別に使用された物もある。2015年8月からは「キュゥべえver.」および新規書き下ろしの「アルティメットまどか＆リボンほむらver.」が追加されている。
リールの右側にはタッチ液晶が搭載されており、遊技機連動サービス「ユニメモ」と連動している。スマートフォン用の専用連動アプリ「魔法少女まどか☆マギカ ユニメモカスタムコレクション」もiOSとAndroid向けに用意され、表示キャラクターのカスタマイズ、ゲーム結果の記録のQRコード読み取り機能、ARカメラ機能などが使用できる。
ニフティが運営するパチンコ・パチスロ情報サイト「777@nifty」など4サイトが主催する「パチンコ・パチスロAWARD2014」において、パチスロ部門のMVPを受賞している。
2015年5月29日からはiOS/Android用シミュレータアプリの配信が開始されている。
導入当初から台数ランクが20位を下回っておらず、最終的にはバジリスクシリーズやミリオンゴッド 神々の凱旋といった機種を差し置いて歴代5号機の人気No.1とまで評されるようになり、原作の人気と知名度向上に大きく貢献した。なお、本機は延長設置期限の2019年10月27日まで全国のホールに設置されていた。
2016年7月には続編の『SLOT魔法少女まどか☆マギカ2』が発表された。2016年9月20日より稼働中。
2017年12月にBB変更型ノーマルタイプの『SLOT魔法少女まどか☆マギカA』が稼働を開始、2019年9月には劇場版新編「叛逆の物語」を原作としたシリーズ初の6号機『SLOT劇場版魔法少女まどか☆マギカ[新編]叛逆の物語』が稼働開始した。

### 評価
人気アニメのタイアップに加えて、シンプルなゲームシステム、無駄のない演出や穢れシステム、設定6の機械割が116％というハイスペックであること、導入開始当時のART機では控えめであった2.2枚という純増枚数でありながら爆発力のある出玉性能が打ち手から支持され、5号機史上に名を残す程のヒット作となった。初期台数は4万台であったが、人気に火がついたため増台の要望も多かった。余談ではあるが秋葉原のエスパス日拓では本機の設置台数が日本一である。
続編の『SLOT魔法少女まどか☆マギカ2』は、5.5号機の登場によって他機種が前作と比べて出玉性能低下に苦戦する中で、本作は前作と比べて純増枚数低下によるスペックダウンの影響が少なかったこと、新たに搭載されたマギカクエストと裏マギカクエストのゲーム数上乗せ性能により、5.5号機の中でもトップクラスの爆発力のある出玉性能が打ち手から支持されつつある。
シリーズ初の6号機かつAT機として登場した『SLOT劇場版魔法少女まどか☆マギカ[新編]叛逆の物語』は、ゲームシステムの大幅な変更に加えて、設定6以外での機械割の低さ、有利区間の概念に伴う穢れシステムの大幅な弱体化、ボーナス・ATの出玉獲得枚数の低下もあり、前2作ほどの評価は得られていない。

## おおまかな手順
1. ゲーム開始。
2. 「円環の理」に進むなど、演出が発展する。
3. バトルに勝利するか、マジカルチャレンジで「魔法少女まどか☆マギカ」図柄を揃えてボーナスを確定させる。
4. 押し順ナビに従ってビッグボーナスかプチボーナスを成立させ、ボーナスゲームを進める。
  - エピソードボーナスの場合はマギカラッシュが確定。
5. ボーナスゲーム中の抽選でマギカラッシュ突入の可否が決定する。
  - 突入できなかった場合はここで終了。1へ戻る。このときリール右のミニ液晶をタッチするとキュゥべえの台詞でモード示唆される。
6. マギカラッシュへと突入。
7. ゲームを消化しつつ、様々な手段で残りゲーム数を増やす。
8. 残りゲーム数が0になったら終了。直近のボーナスゲーム終了後からマギカラッシュ終了時の消費ゲーム数が通常ゲーム数にカウントされた状態で1へと戻る。

## ゲームフロー

### 穢れ
打ち手にとって嫌なことが起こると穢れが蓄積され、合計で穢れが100ポイント以上蓄積されると、次ボーナスがエピソードボーナスまたは裏ボーナスとなる。また、ボーナスを跨いでも穢れが失われることはない。
主な蓄積契機は、朝一リセット時、レア役間ハマり、非ART間ハマり、ボーナス準備中ハマり、cz連続失敗、プチボーナス連続当選時または連続演出(魔女バトル)失敗時となる。サブ液晶タッチ時にキャラが黒セリフを喋ると穢れ100以上濃厚となる。

### 通常時
通常ステージとして学校、ショッピングモール、マミの部屋、ほむらの部屋(高確率の期待度大)が用意され、各ステージにちなんだ演出が用意されている。ゲーム数テーブルによる当選時の前兆ステージとして、「円環の理」と「夜の見滝原市」（エピソードボーナス、裏ボーナスまたはマギカラッシュの本前兆確定）がある。
発展演出には、成功することでマジカルチャレンジに突入(キュウべぇチャレンジに昇格する場合もある)するモード（失敗しても円環の理に進む場合あり）と勝利することでボーナスかARTが確定するバトルモード(人魚の魔女バトル)がある。場合によっては、ボーナスではなく直接マギカラッシュに突入することもある（引き戻し以外はかなりの低確率(設定6で約1100分の1、1で約11000分の1)のため、1日に2回以上出現すれば高設定台の可能性あり）。
- 通常系
  - 2人が急接近!?さやかの縁日デート
  - マミさん!水着DEスイカわり
  - 温泉卓球!杏子vsキュゥべえ
  - たたきのめせ!ほむらvsキュゥべえ(突入した時点でcz本前兆濃厚)
- バトル系　
  - 影の魔女バトル
    - 剣を乱れ打ちする必殺技を出せば大当たり確定。
    - 敗北後杏子登場で復活大当たり確定。

  - お菓子の魔女バトル
    - 敗北した際、ほむらが登場すれば復活大当たり確定。
    - マミが「御覧なさい！黄金の美脚！」のセリフを発するとプレミアム演出となり、大当たり確定。

  - 銀の魔女バトル
    - マミが登場するとプレミア演出となり、大当たり確定。

  - 芸術家の魔女バトル
    - オープニングで出てくる風船まどか出現で大当たり確定。

  - 委員長の魔女バトル
    - 大当たり濃厚。敗北してもほむらが戦闘機に乗ってくれば復活大当たり確定。

  - 人魚の魔女バトル
    - 基本的に大当たり確定。

### 自力解除ゾーン
通常時に突入すると、規定回数終了までにBARを揃えてまどかが変身しボーナスが確定する「マジカルチャレンジ」に入る。BAR揃い指示（逆押し）画面でBARが揃えばボーナス確定（中押しで中段に止まれば「一確!」のボイスと共に確定）。通常は3回までだが、レア役でカウンターの数字が増えることもある。チャレンジ突入後30Gに到達すれば天井でボーナス確定。また稀にキュゥべえが登場し、突入時点でBIG以上のボーナスが確定となり、BAR揃いかレア役でエピソードボーナスか裏ボーナスに昇格する「キュゥべえチャレンジ」もある。

### ボーナス
本作のボーナスはいわゆる「擬似ボーナス」で、獲得できる枚数が固定されていない。
天井999ゲーム、純増2.2枚。
ビッグボーナス（赤7揃い、50ゲーム+@）
演出は3種類から選べる。
- 完全告知。楽曲はコネクトが流れる。テレビアニメのOP映像を使用し、レバーをONすると金扉が閉まりART当選を告知する。本機のゲームシステムの肝になっているタイプである。
- チャンス告知。楽曲はルミナスが流れる。まどかが街を飛ぶ映像でカットインが発生するとほむらの柄を揃えるチャンスとなる。ほむらの柄が揃うとARTに当選する。稀にARTに直撃当選する場合もある。
- バトル告知。3Dデフォルメキャラクターが登場し、終盤のバトルでARTを告知する。
- エピソードボーナス（白7揃いは確定、赤7揃いでも可能性あり。60ゲーム）。楽曲はマギカが流れ、アニメでの映像を用いてエピソードを再現。主に穢れ解放時に当選する。なお、ボーナス確定画面で中左右のリプレイナビが出現するとエピソードボーナス確定。
- エンディングボーナス。ART中にしか出現せず、突入契機は通常時ロングフリーズ、BIG時の中段チェリー成立、プチボーナス時の中段チェリー成立・bar揃い成立、ワルプルギスの夜初戦敗北などであるが、プチボーナス時の特殊役複数回成立等でも突入する。

レア役当選などで「ART高確率モード」に入ることもあり、その場合はカウンターがモード終了まで凍結（事実上のボーナスゲームの上乗せ）される。ほむら揃いが1度出た後にもう1回以上出現した場合は「ワルプルギスの夜」確定で、最初のほむら揃いがダブルラインだった時も同様。
以下、エピソードボーナス一覧。ほむらの場合はワルプルギスの夜バトルが、まどかの場合はアルティメットバトルが確約する。
- 美樹さやか：あたしって、ほんとバカ（第8話）
- 佐倉杏子：そんなの、あたしが許さない（第9話）
- 巴マミ：もう何も怖くない（第3話）
- 暁美ほむら：最後に残った道しるべ（第11話）
- 鹿目まどか：わたしの、最高の友達（最終話）

プチボーナス（7・7・BAR揃い、30ゲーム）
コネクトのメロディーが流れる。3Dキャラが登場し、最終ゲームのマジカルルーレットでARTを告知、または3Dキャラが4人揃うとART確定。プチボーナスの画面がゆがむと裏ボーナスに昇格し、ARTが確定する。なお裏ボーナスの場合はボーナスと名のつくものの事実上のゲーム数上乗せ特化ゾーンであり、大量出玉の引き金となる。プチボーナス中画面がお菓子の魔女・変身前であれば天国Aがほぼ確実、変身後の場合は通常A否定となる。プチボーナス中にまどかが変身、またはBARが揃う(6556分の1)とプレミアムフラグとなり、アルティメットバトルが確定する。また、キュウベぇが出現した場合は設定5or6が確定となる。

### マギカラッシュ（ART）
ステージを進めることで薔薇園の魔女、ハコの魔女、鳥かごの魔女、ワルプルギスの夜へと発展していく。1セット50ゲームで1ゲーム当たりの純増コインは2.2枚（メーカー発表値）。ゲーム消化中は通常ゲーム数がカウントされると同時に、ゲーム数上乗せ、上乗せ特化ゾーン、ボーナスの抽選を行う。ART中にボーナスゲームが当選した場合は、天井到達までのゲーム数がクリアされて、強制的にARTゲーム数が上乗せされた状態でARTが延長される(最低保障10G〜)。
直近のボーナスゲーム終了後からART終了後までのゲーム数が、ART終了後の通常時のゲーム数にカウントされ、天井ゲーム数が短縮される。また、直撃でART当選した場合は、ART中のゲーム数が通常ゲーム数にカウントされる。

### ワルプルギスの夜
1セット5ゲームでゲーム数が上乗せされる特化ゾーン。（最初のセットのみ10ゲームで、最低2セット=合計15ゲーム。基本的に最初のバトルは必ず勝利するが、ごく稀に敗北する事もある(プレミアム演出)。この場合必ず、後述する「アルティメットバトル」に突入する）ほむらが負けなければバトル継続でARTのゲーム数が上乗せされる（敗北でも最終ゲームで復活する場合あり）。継続率は50・60・70・80％の4つ。20戦に到達すると終了時にほむらエピソードボーナス確定。BGMが『Magia』に変われば、その時点からの3セットの継続が確定。勝利後、追撃チャンスでさらなる上乗せが発生することも（セット数が5の倍数時は、勝利後、追撃チャンスが確定。また選ばれるステージが青（一撃）→緑（三連撃）→赤（連打）の順で上乗せゲーム数の増加が期待でき、25戦目以降は全て赤が選択される）。ワルプルギスの夜の突入契機はレア小役解除、ゲーム数解除(天井500ゲーム)。基本的に20ゲーム前兆で当選する。スイカ、弱チェリーでの当選は、当選確率は低いものの、80％継続又はアルティメットバトル(3:1)のいずれかが確定する。ビッグボーナス中の特殊役は継続率80％以上確定。ほむらダブル揃いは継続率70％以上確定。

### アルティメットバトル
アルティメットまどかが魔女を攻撃することでゲーム数が上乗せされるプレミアム特化ゾーン。最低5セットが保証され、以降は継続率90%。突入率は1/32768。
突入契機は、通常時ロングフリーズ、BIG時の中段チェリー成立、プチボーナス時の中段チェリー成立・bar揃い成立、ワルプルギスの夜初戦敗北などであるが、プチボーナス時の特殊役複数回成立等でも突入する。

### ロングフリーズ
中段チェリー成立時の3分の1で発生する(確率は98304分の1)。恩恵は、まどかエピソードボーナス、アルティメットバトル、エンディングボーナス、次回天国B確定で、期待値は数千枚以上と言われている。

## SLOT魔法少女まどか☆マギカ2
5.5号機のA+ART機にあたる。前作で好評だった穢れシステムや音声によるモードや設定示唆等のゲームシステムは本作でも引き続き採用している。
本作での変更点、特徴は以下の通り。
- 白7とほむら柄が廃止されて、紫7が新たに追加。
- 本作の穢れシステムは穢れポイントがMAXでなくても穢れが解放するようになった。
- ボーナス当選はビッグボーナス相当の純ボーナスのみ。押し順なしの8枚役が30回揃うので前作とは異なりナビ音声が流れなくなった。ボーナス開始前にART当選告知タイプと楽曲が別々に選べるようになった。なお、穢れ解放時はエピソードボーナスか裏マギカクエストを伴った裏ボーナスに変化する。
- ART「マギカラッシュ」は、基本的にボーナス内でのART当選、CZ経由での当選、稀に発生する直撃当選で突入する。ART中のナビ音声は画面右側に表示されているキャラクターとなっており、設定にて画面右側のキャラクターを変更することで、ART中のナビ音声を替えることが可能。いずれも残りゲーム数101G以上と100G以下の2種類のバージョンが用意されている。
- ARTのゲーム数上乗せ特化ゾーン「マギカクエスト」が追加。ランプの色で継続率を示唆する(継続率は赤＞青＞白)。上位版の裏マギカクエストもあり、裏マギカクエストはリプレイの一部でマギカクエストに転落する。前述の裏ボーナス経由でARTに突入した場合は、裏マギカクエストからスタートし、マギカクエストを経由してARTが開始される。なお、マギカクエストをストックした状態でART中にマギカクエストを放出しない場合は、ボーナスゲームの潜伏状態が確定する。
- 天井条件がボーナス＆ART間のゲーム数のため、ART中のゲーム数が通常ゲーム数にカウントされなくなった。
- ロングフリーズ確率は1/131072となっており、1/8192の単独ボーナス成立時の1/16で抽選が行われる。恩恵はスペシャルエピソードボーナス、ワルプルギスの夜が90%ループ、ARTストック3つとなっている。
- 低設定域の機械割が前作より若干上がって遊びやすくなったが、その分ボーナス確率が重くなった。
- 中段チェリー、BAR揃いはリーチ目として出現するようになり、前作ほどの恩恵はない。中段チェリーは成立（取りこぼし可能）でエピソードボーナス当選となる。

## SLOT魔法少女まどか☆マギカA
2017年12月に稼働を開始。5.9号機のBB偏向型ノーマルタイプ（Aタイプ）である。
特徴は以下の通り。
- ボーナス種別はビッグボーナス、プチボーナスのみ。ビッグボーナスは最大311枚獲得可能。
- 新たに新曲「stairs」「カラフル」が追加。「カラフル」などの一部の楽曲は特定条件を満たすことで解放される。
- 当選契機となるRT（疑似CZ）に「魔女探索」、「キュゥべえちゃれんじ」が追加。前者はチャンスリプレイで突入するRT、後者はマギカクエストを模擬した4G間のRTとなっている。
- 表示キャラクターのカスタムアイテムがSLOT魔法少女まどか☆マギカ2と共有できるようになっている。（ユニメモ使用時）

## SLOT劇場版魔法少女まどか☆マギカ[新編]叛逆の物語
2019年9月稼働開始。劇場版新編「叛逆の物語」を原作としたシリーズ初の6号機で、シリーズ初のAT機でもある。
本作の特徴は以下の通り。
- ボーナス当選時は自動で図柄が揃うようになった。基本的にボーナスは赤7揃いの「マギカボーナス」であるが、AT中のボーナス開始前に金扉が閉じた場合は特化ゾーン「ほむらVSマミ」に昇格となる。ボーナス当選が紫7揃いの「エピソードボーナス」の場合はAT当選が同時に確定する。なお、マギカボーナス中に流れる楽曲は、まどマギAの隠し楽曲だった「カラフル」に固定されるが、AT中のマギカボーナス当選時は開始前に楽曲の選択が可能。
- ボーナス消化中は、画面上部の3個のソウルジェムを昇格させる。青<黄<赤<紫<ピンクの順で当選期待度が高くなる。通常モード滞在時は3個全て青色からスタートするが、天井ゲーム数での当選時や滞在モードによっては、初期のソウルジェムは上位のものが選ばれやすい。チャンスモード滞在時は右側のソウルジェムが赤色以上、悪魔モード滞在時は全てピンク色の状態からスタートとなる。
- ボーナス終了後は3G間の「マギカチャレンジ」に突入する。最低1回でも成功した場合はシリーズ最速の3.0枚/Gの出玉性能[8]を誇る差枚数管理型AT「マギカラッシュ」が確定する。2回成功した場合はAT+1G連ボーナスor特化ゾーン、3回全て成功した場合はAT+「悪魔ほむらゾーン」が確定する。なお、ソウルジェム3個全てが青色でマギカボーナスが終了した場合は、マギカチャレンジの3G目はマギカラッシュ当選確率が約50%となる救済措置が発生する。
- AT「マギカラッシュ」は基本的にマギカチャレンジ成功で突入するが、稀にATの直撃当選が発生することがある。AT開始前にホーリークインテッドで初期枚数を決める。最低保証枚数は100枚。
- 本作は6号機のため有利区間の概念を導入している。マギカチャレンジ失敗の終了時やAT終了時に通常区間に転落し、次以降のゲームですぐに有利区間に入るシステムになっており、通常時は有利区間ランプが点灯しない。ボーナス当選時またはAT直撃当選時に有利区間ランプが点灯する。なお、本作の天井ゲーム数は有利区間突入後699Gとなっており、仮に天井ゲーム数で当選した場合でも、残りの有利区間ゲーム数で有利区間完走するまでに最大2400枚獲得が可能な仕様となっている。
- シリーズでお馴染みの穢れシステムは本作でも引き続き搭載している。本作では有利区間から通常区間に転落した場合に穢れポイントがクリアされるため、有利区間内で穢れを溜めてボーナスないしAT終了後に穢れを解放するシステムとなっている。過去機種で可能だったゲーム数ハマり台の穢れ解放狙いが基本的に不可能となった。
- ボーナス、AT中のナビ音声はデフォルトでは自由に選択出来なくなり、ボーナスかATか特化ゾーンかでナビ音声が基本的に以下のように固定されている。但し、ユニメモ使用時のみ前作同様のカスタムが可能。
  - マギカボーナス(悠木碧)
  - マギカラッシュ(左ナビ:喜多村英梨、中ナビ:野中藍、右ナビ:悠木碧)
  - マギカラッシュ高確率中・超高確率中(斎藤千和)
  - ほむらVSマミ(水橋かおり)
  - 悪魔ほむらゾーン(斎藤千和)
  - エピソードボーナス、ホーリークインテッド、くるみ割りの魔女(ナビ音声無し)
- ボーナス終了後の画面タッチ時の音声は、過去作ではキュゥべえ役の加藤英美里が担当していたが、本作では一部の音声を除いて百江なぎさ役の阿澄佳奈が担当している。

## SLOT劇場版魔法少女まどか☆マギカ[前編]始まりの物語/[後編]永遠の物語
2021年8月稼働開始の6.1号機。劇場版「[前編]始まりの物語/[後編]永遠の物語」を元に、初代機の遊戯性を踏襲した新作となっており、本作ではメーシーに変わりミズホが開発を手がけている。
本作の特徴は以下の通り。
- 白7と紫ほむら柄が初代以来の復刻。
- 2020年に変更された型式試験方式のレギュレーションが適用された6.1号機の機種となっている。通常時のベースが前作と比べて低下。これにより、初当たり確率が設定1でも1/269.4と歴代機種の設定6におけるART及びAT当選率よりも軽くなっている。
- 初当たりは全て純増約2.5枚差枚数管理型AT「マギカラッシュ」当選となる。一方、ビッグボーナスはAT中のレア役またはマギカアタック経由での当選に変更。エピソードボーナスは通常時初当たりの一部、またはAT中のボーナス当選の一部で当選し、自動で白7が揃う。エピソードボーナスでは新規エピソードを追加し、劇場版の映像を使用。
- ビッグボーナス当選時は、告知タイプと楽曲が初代同様に固定方式に戻った。完全告知は楽曲が「コネクト」に、チャンス告知は楽曲が「ルミナス」となり劇場版の主題歌に使われた映像を使用。後告知は新たにまどか・さやか・マミのキャラクターソング「resume」を搭載。
- 新たに5人のソウルジェム型の約物を台に設け、様々な状況下で点灯したソウルジェムと同じ色の役を引き当てると高確率でレア役に変換される「ソウルジェムシステム」を搭載。
- ランクアップ型上乗せゾーン「マギカアタック」を搭載。
- 「ワルプルギスの夜」ではソウルジェムシステムと連動しゲーム性を強化。また、出玉向上が期待できる「超追撃」を追加、毎ゲーム上乗せが90%でループする。
- ロングフリーズ時の「アルティメットボーナス」では、終了後5ゲーム間の上乗せ特化ゾーン「救済の祈り」に突入、3桁以上の上乗せが90%以上でループする。

## スマスロ劇場版魔法少女まどか☆マギカ[前編]始まりの物語/[後編]永遠の物語f-フォルテ-
2023年11月稼働開始のシリーズ初のスマスロ。開発はメーシーに戻っている。初代の発売から10周年を記念した機種でもあり、歴代シリーズの良かった点を継承しつつ新要素を追加しゲーム性を向上、スマスロで可能となった過去最高の出玉性能も実現させている。シリーズ初のメインキャラ4人による共闘では、オリジナルの攻撃シーンが追加されている。また、「マギカクエスト」が「マギカフェスティバル」にリニューアルしゲーム性も強化、メインATに位置付けている。

## スマスロ マギアレコード 魔法少女まどか☆マギカ外伝
2025年4月稼働開始のスマスロで、開発はミズホが担当。外伝ゲームアプリ『マギアレコード 魔法少女まどか☆マギカ外伝』のテレビアニメ版をストーリーベースにしており、筐体やゲーム性は本シリーズ初代機を彷彿とさせる形式となっている。
通常時はゲーム数に応じてポイントが増えていき、レア役を引くか規定ポイントに達すると前兆ゾーンである調整屋の場面を経てウワサとのバトルに勝つことでボーナス確定、スイカの一部でチャンスゾーンに突入、通常の「マギアチャレンジ」とエピソードボーナス濃厚の「黒江チャレンジ」のいずれかとなる。ボーナスは通常の「ビッグボーナス」、REGに相当するベルナビの「みたまボーナス」、ゲーム数が多くAT突入濃厚の「エピソードボーナス」、これまでの裏ボーナスに相当する上乗せ特化の「アリナミュージアム」のいずれかとなる。
AT「マギアラッシュ」はゲーム数管理型で、開始時にゲーム数を決定する「マギアアタック」から始まり、ここではゲームアプリでのガチャ演出が再現されている。本編ではゲーム数の上乗せやマギウスとの戦闘を繰り広げる「マギウスバトル」を行い、バトル勝利後には報酬告知ゾーン「ういチャンス」でストーリー、ST型上乗せ特化ゾーンの「決戦神浜聖女」、AT中のボーナス「マギアボーナス」のいずれかとなる。全8種のストーリーをコンプリートすることでエンディングが表示された後「エンブリオ・イブ覚醒」に突入する。
このほか、6種類の魔法少女モードがあり（アイキャッチで判別可能）それに応じた恩恵が得られるほか、AT中に「コネクトチャンス」のアイコンを得ることで3ゲームのチャンスゾーンに突入、穢れシステムもこれまで通りの一定数蓄積でエピソードボーナスに突入するだけで無く、解放時一部でドッペルモードに移行する演出もなされている。
稼働が好調なことから、いろはと黒江の新規描き下ろしイラストが用いられた新パネル版が増産、2025年7月下旬より導入が開始されている。あわせて同時期に京楽産業.のスマパチ版『マギアレコード』が稼働開始、8月には16日・17日にコミックマーケット106が開催、22日がいろはの誕生日（『マギアレコード』サービス開始8周年）に当たることもあり、12日から24日までの期間で京楽・ユニバーサル両社によるコラボキャンペーンも展開している。